# Цвет черты

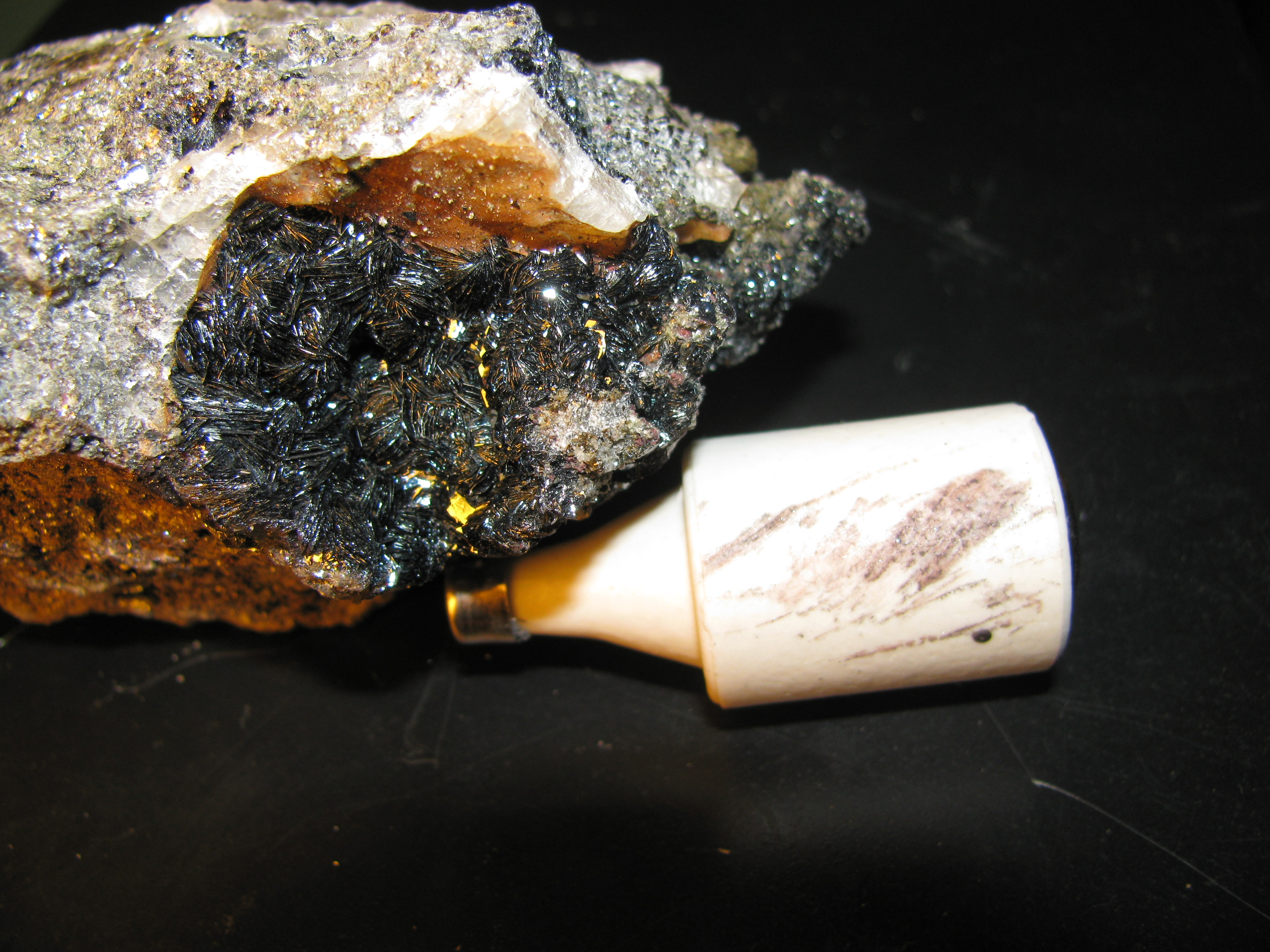
Красная черта гематита на белом фарфоровом бисквите

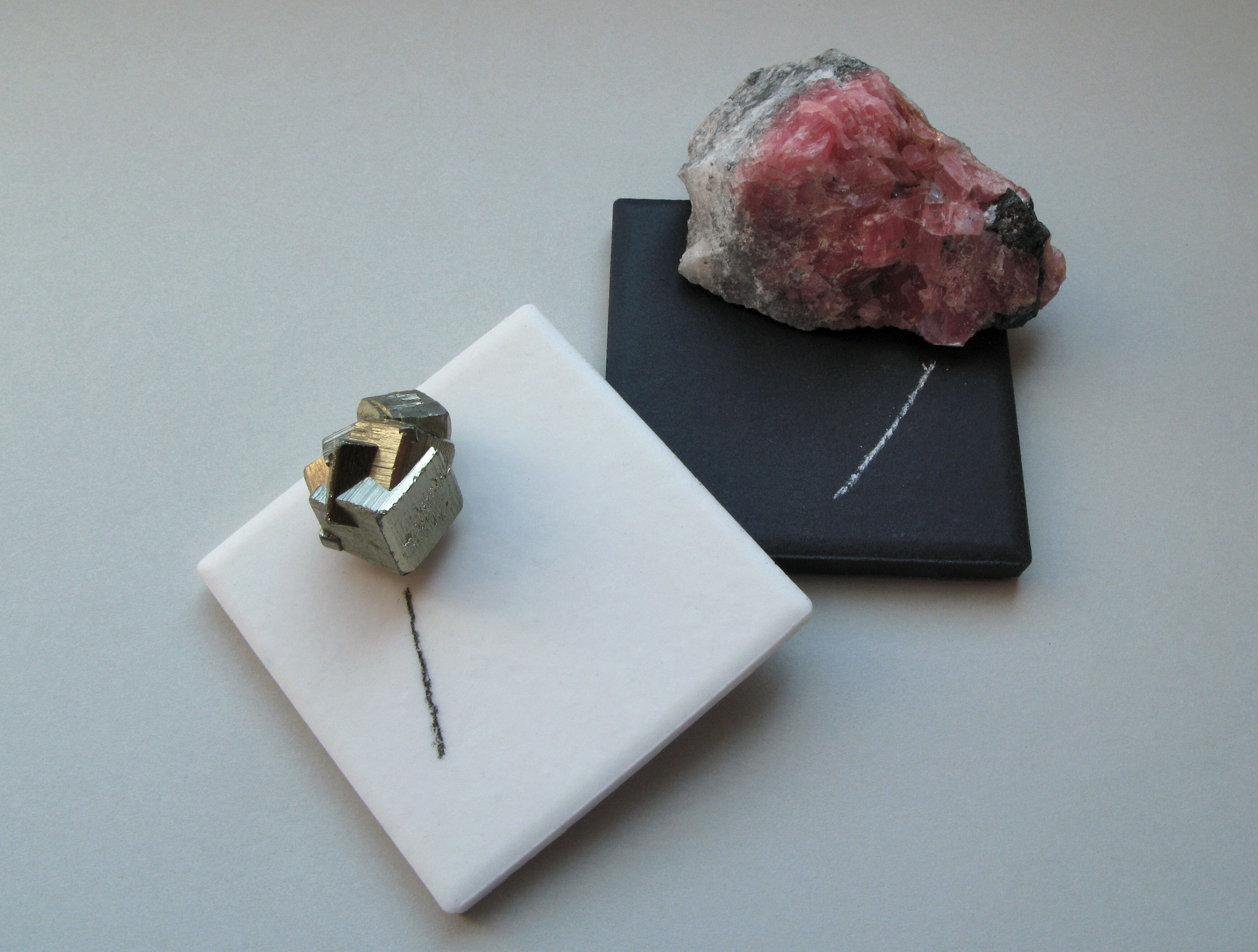
Цвет черты пирита и родохрозита

Цвет черты — цвет минералов в тонком порошке, служит одним из диагностических признаков для определения минералов и горных пород.

## Общая информация
Цвет тонкого порошка для большинства минералов постоянен, в то время как в массивном куске или в кристаллах цвет может быть совсем другим, сильно варьируя для некоторых минералов, в зависимости от множества причин. Например, различные кристаллы флюорита могут быть разных цветов, но цвет черты у них всегда белый.
Порой цвет самого минерала может быть совсем обманчивым, меняясь при повороте камня в потоке света (иризация, например у лабрадорита), но цвет черты при этом постоянен.
Цвет черты иногда совпадает с цветом минерала (киноварь, малахит), но нередко резко отличается от цвета минерала: например, характерна зеленовато-чёрная черта у латунно-жёлтого пирита.
Минералы, обладающие идиохроматической окраской, обычно дают цветную черту, а остальные типы окраски чаще характеризуются чертой бесцветной.

## Проведение идентификации
Цвет черты определяется путём стачивания (оставления черты) минерала о шероховатую белую поверхность фарфоровой пластинки — «бисквит», на которой и остаётся черта характерной окраски.
Если минерал твёрже бисквита (фарфора, у которого твёрдость около 7 по шкале Мооса), то считается, что цвета черты у него нет.